# Lionel Rose

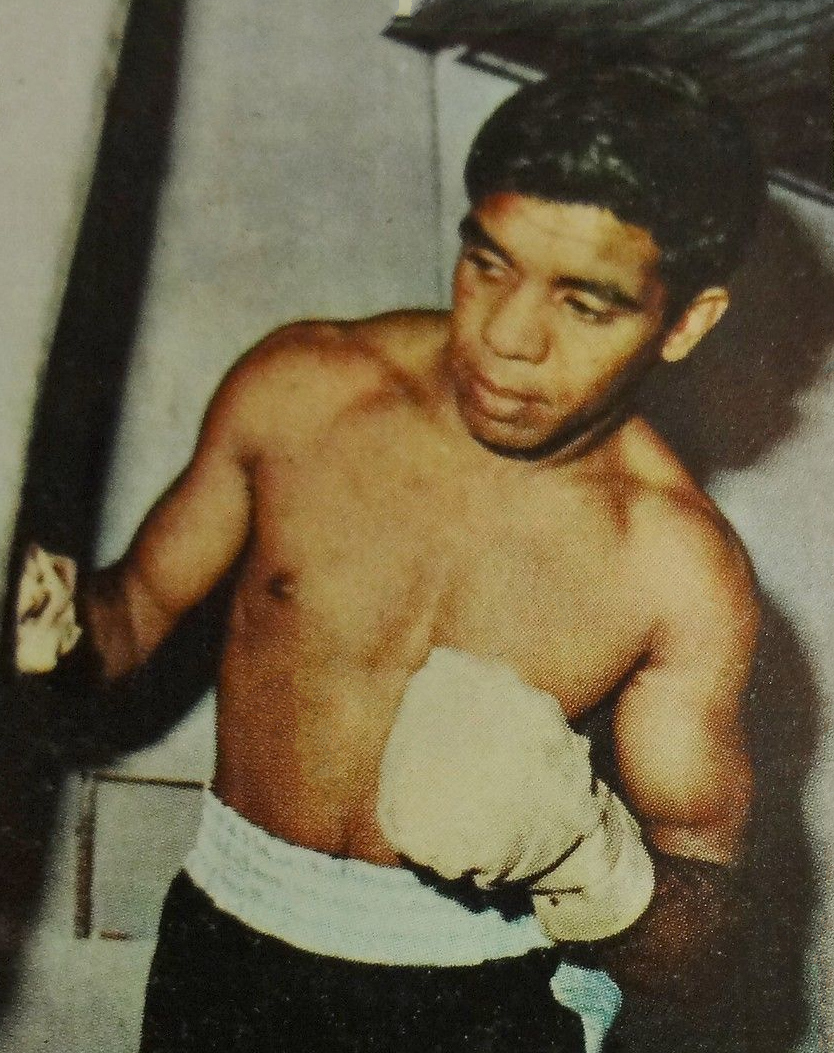
Lionel Rose en 1968

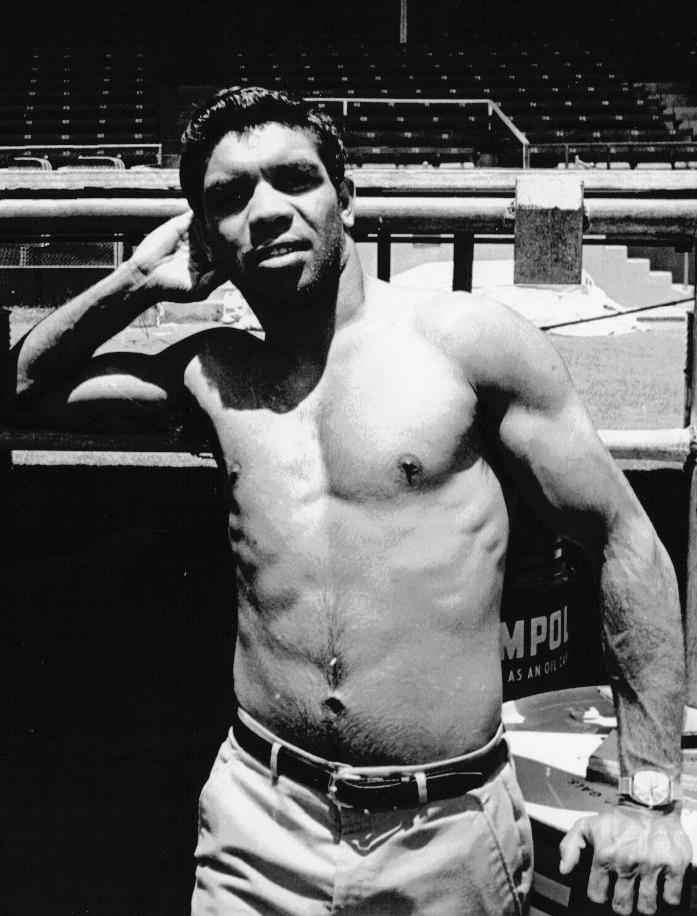
Lionel Rose en 1969

Lionel Edmund Rose (21 de junio de 1948 – 8 de mayo de 2011) fue un boxeador australiano, campeón mundial de peso gallo y el primer aborigen australiano en ganar un título mundial. Considerado una estrella mediática tras ello, también fue actor y cantante, con menor éxito.

## Primeros años
Nacido y criado en  Jacksons Track (Victoria, Australia) y la ciudad de Warragul, Rose creció en un ambiente difícil y aprendió a boxear de su padre, un veterano boxeador en espectáculos locales llamado Roy. Con diez años, su profesor Ian Hawkins le regaló un par de guantes tras verle entrenar.
Con 15 años, estuvo bajo la tutela de Frank Oakes, un entrenador de Waragul con cuya hija Jenny se casaría después. A los 15 años ganó también su primer título, el de campeón amateur de peso mosca de Australia.

## Carrera deportiva
Tras no lograr ser seleccionado para los Juegos Olímpicos de 1964 en Tokio, Rose comenzó a boxear profesionalmente el 9 de septiembre de 1964 con una victoria sobre Mario Magriss en ocho asaltos. El combate tuvo lugar en Warragull, a pesar de que desde entonces Rose combatió principalmente en Melbourne. Se solía hospedar en casa de Jack y Shirley Rennie, entrenando en su gimnasio.
Tras cinco victorias consecutivas, el 23 de julio de 1965 Rose perdió frente a Singtong Por Tor en un combate a doce asaltos. Fue su primera derrota, ganándole por puntos en seis asaltos. El 14 de octubre del mismo año, realizó su primer combate en el extranjero, en una lucha a diez asaltos contra Laurie Ny en Christchurch, Nueva Zelanda.
En sus nueve combates siguientes, Rose mantuvo un registro de ocho victorias y un empeate, con un KO. La única derrota fue frente a Ray Pérez, contra el que Rose dividió el combate en un par de sesiones. El 28 de octubre de 1966, se enfrentó en Melbourne con Noel Kunde por el título australiano de peso gallo. Ganó el título tras derrotar a Kunde en quince asaltos.
Rose ganó un cinturón más en 1966 y ocho en 1967 (incluyendo una victoria por noqueo en la decimotercera ronda frente a Rocky Gattellari en defensa de su campeonato australiano) antes de retar a Fighting Harada por el título mundial de peso gallo el 26 de febrero de 1968 en Tokio. Rose hizo historia como el primer aborigen en ganar un título mundial de boxeo cuando lo derrotó en un combate a quince rondas.
Ello hizo a Rose un héroe nacional en Australia y un icono para los aborígenes. su recepción en el Melbourne Town Hall congregó a más de 100.000 personas. El 2 de julio de ese año, volvió a Tokio a defender su título en una pelea a quince asaltos que ganó frente a Takao Sakurai. El 6 de diciembre, se enfrentó a Chucho Castillo en el Inglewood Forum de Inglewood, California. Rose le ganó por puntos, pero el veredicto enojó a los fanes de Castillo, que empezaron un altercado. 14 fanes y el árbitro Dick Young terminaron en el hospital heridos.
El 8 de marzo de 1969, Rose defendió su título frente a Alan Rudkin, al que derrotó en quince asaltos. Cinco meses después, volvió a Inglewood, para enfrentarse a Rubén Olivares el 22 de agosto. Esta vez fue derrotado, perdiendo el título frente a Olivares por un noqueo a quince asaltos.
Rose continuó boxeando tras su derrota contra Olivares, pero tras ser derrotado contra luchadores prácticamente desconocidos fue dado por acabado para el boxeo de élite. Sin embargo, no estaba acabado: derrotó al futuro campeón de los pesos ligeros Itshimatsu Suzuki el 10 de octubre de 1970 a diez asaltos y una vez más se situó como retador por un título mundial, esta vez en peso ligero (17 libras por encima de la categoría en la que había triunfado).
Aunque no logró vencer a Jeff White por el título australiano, Rose pudo lograr otro título mundial cuando se enfrentó al campeón mundial de peso ligero júnior de la WBC Yoshiaki Numata el 30 de mayo de 1971 en Hiroshima. Numata derrotó a Rose en quince asaltos y este anunció poco después sus intenciones de retirarse.
In 1975, volvió al boxeo, pero tras perder cuatro de sus seis combates, incluyendo uno contra Rafael Limón, Rose decidió retirarse definitivamente. Su registro final fue de 42 victorias y once derrotas como profesional, con doce victorias por noqueo.